# 국부천대

1949년 중화민국 정부의 5차례 후퇴:
난징시 → 광저우시 → 충칭시 → 청두시 → 타이베이시 및 시창시

국부천대(國府遷臺, 영어: retreat of the Republic of China to Taiwan, Kuomintang's retreat to Taiwan, The Great Retreat)는 '국민당정부 대만 파천'의 약어로서 국공 내전에서 패배한 후, 중화민국의 국민정부 잔당은 많은 피난민들과 함께 1949년 12월 7일부터 타이완 섬(포르모사)으로 퇴각했다. 이 엑소더스는 대만에서는 때때로 대철수(중국어: 大撤退)라고 불린다. 국민당(KMT)과 그 관계자들, 그리고 약 2백만 명의 중화민국 군대가 중국 공산당(CCP)의 인민해방군의 진격을 피해 철수에 참여했으며, 많은 민간인과 피난민도 함께했다. 이제 중국 대륙 대부분을 실질적으로 통제하게 된 공산당은 이후 몇 년 동안 서부 및 남부 중국에 남아있던 모든 국민당 요원들을 숙청하여 새로 수립된 중화인민공화국(PRC)의 통치를 공고히 했다.
중화민국 군대는 주로 쓰촨성을 포함한 중국 남부 지방에서 타이완으로 피신했는데, 쓰촨성에서 중화민국 주력군의 최후의 일전이 벌어졌다. 타이완으로의 철수는 마오쩌둥이 1949년 10월 1일 베이징에서 중화인민공화국의 건국을 선포한 지 4개월 동안 계속되었다. 타이완 섬은 점령 기간 동안 일본의 영토였으며, 1952년 발효된 샌프란시스코 강화조약에서 일본이 영유권을 포기할 때까지 일본의 일부로 남아있었다. 또한, 윈난에 있던 일부 중화민국 병사들은 버마로도 도피하여 1961년까지 반란이 지속되었다.
철수 후 중화민국의 지도부, 특히 장제스 대원수와 총통은 철수를 일시적인 조치로 계획하고 본토를 재집결, 요새화, 수복하려 했다. 그러나 이 계획은 결코 실현되지 못했으며, "국광 작전"으로 알려져 대만 중화민국의 국가적 우선순위가 되었다. 중화민국은 1990년대 타이완 해협 양안 간의 직접적인 교류가 시작될 때까지 무력 통일 정책을 포기하지 않았다.

## 배경

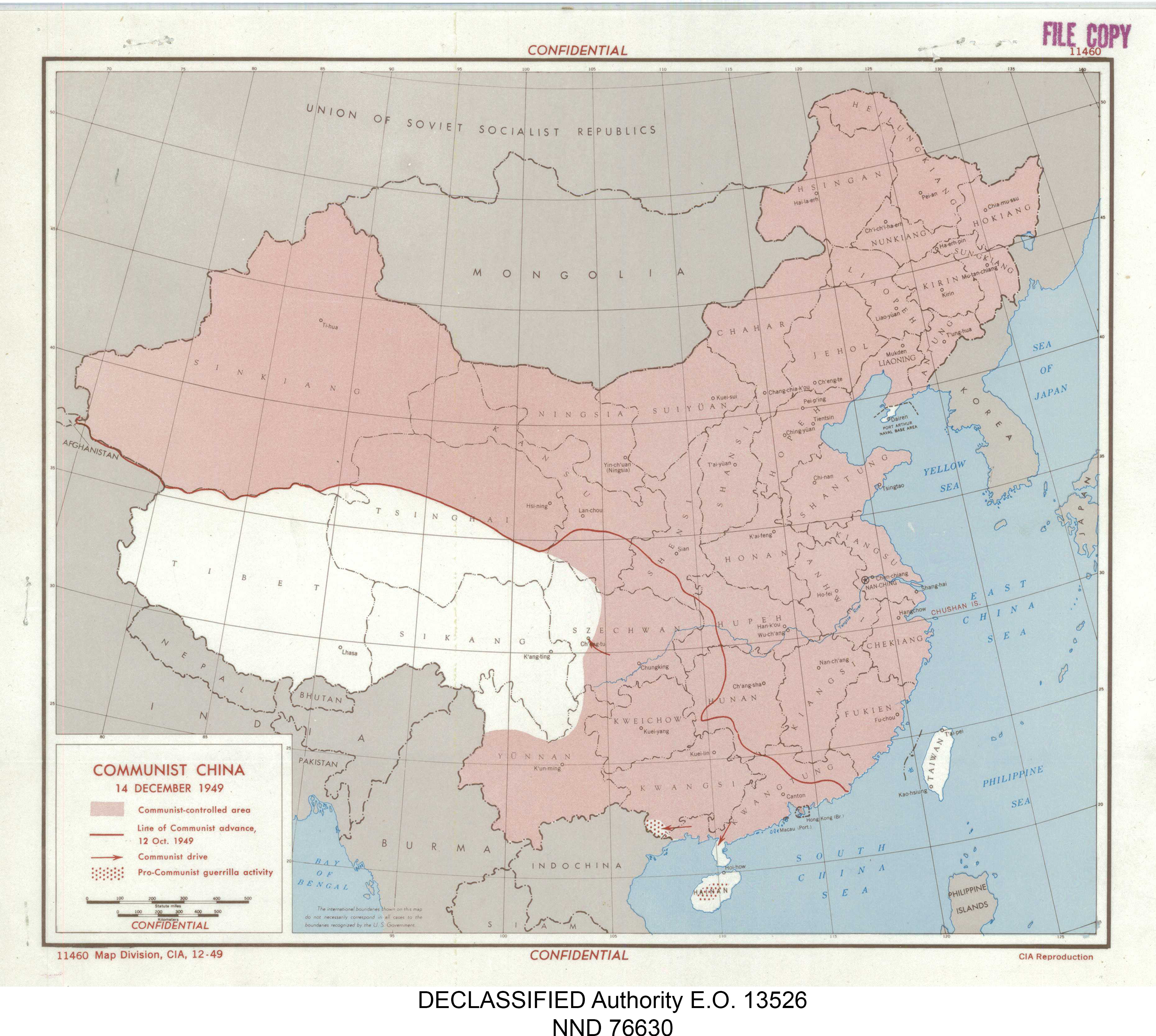
1949년 12월 기준, 중국 공산당은 하이난섬과 티베트를 제외한 중국 대륙 전체를 장악했다. (CIA 지도)

1895년 청일 전쟁에서 일본 제국에 패배한 청나라는 시모노세키 조약에 따라 타이완과 펑후 제도를 일본 제국에 할양해야 했고, 이로 인해 일본의 50년간의 식민 통치가 시작되었다. 제2차 세계 대전이 끝나면서, 1911년 신해혁명으로 청나라를 몰아낸 중화민국은 일본의 항복 후 1945년에 타이완을 다시 통제하게 되었고, 군사 점령하에 두었다.
장제스가 이끄는 중국국민당과 마오쩌둥이 이끄는 중국공산당 사이의 내전은 1927년 4·12 사건으로 거슬러 올라가는데, 이는 난창 봉기와 추수 봉기 같은 공산당 봉기와 홍군의 형성을 촉발했다. 첫 번째 주요 분쟁은 북벌 (국민당)이 진행되는 동안 발생했다. 당시 두 당은 북양정부를 무너뜨리고 중국 북부의 군벌들을 진압하기 위해 협력해야 했지만(1926~1928), 사실상 제1차 국공 합작을 끝냈다. 이후 국민당은 공산당 통제 지역에 대한 일련의 포위 작전을 실시하여, 결국 제5차 초공 작전에서 성공하여 살아남은 홍군을 장정이라는 고된 퇴각을 통해 북쪽의 황량한 섬북 지역으로 강제했다. 1928년 5·3 참변 (일본의 오만한 잔인성을 처음으로 보여주었다), 1931년 일본의 만주 침공 (일본의 만주 침공의 시작), 1932년 상하이 사건 (일본이 동아시아를 정복하려는 야망을 공공연히 드러냈다) 이후 일본의 위협이 증가했음에도 불구하고 장제스는 공산주의자들을 숙청하겠다는 고집을 계속했다. 이는 1936년 시안 사건으로 이어졌는데, 장쉐량이 이끄는 불만스러운 장교들이 장제스를 납치하여 일본에 맞서 공산주의자들과 제2차 국공 합작에 동의하도록 강요했다. 그러나 이러한 적대감은 중일 전쟁 (1932~1945) 내내 계속되었고, 이 기간 동안 중국의 광대한 지역이 침략적인 일본 제국의 점령 하에 놓였다. 이는 1941년 초 신사군 사건에서 절정에 달했는데, 8만 명의 국민당 병력이 9천 명의 공산당 사단을 매복 공격하여 후자의 장교와 병사 대부분을 살해하고 "공산당이 먼저 공격했다"고 주장하며 국민당과 공산당 간의 모든 신뢰와 추가 협력을 사실상 종식시켰다.
일본의 침략 기간 동안 사실상 휴지기에 들어갔던 국민당과 공산당 군대 간의 내전은 일본의 항복 이후 1945년에 최종 단계에 돌입했다. 양측은 서로를 패배시키고 중국 전체를 통제하려 했으며, 상대방을 제거해야 할 필요성을 마오쩌둥과 장제스 모두 필요하다고 보았지만, 완전히 다른 이유에서였다. 마오에게는 부유한 과두제 가문이 지배하는 "오래된 사회"의 제거가 중국의 봉건 제도를 영원히 종식시키고, 인류의 미래라고 여겨지는 사회주의와 공산주의를 위한 국가를 준비하고 격려하는 것이었다. 장에게는 다른 군벌과 정치적 반대자들이 단순히 중앙정부 내에서 그의 개인적 지배력에 대한 큰 위협이었는데, 이는 "외적을 막으려면 먼저 국내를 안정시켜야 한다"는 장의 오랜 정치 철학에서 분명히 드러난다. 장제스는 해리 트루먼 대통령 치하의 미국과 차이나 로비로부터의 외세 원조에 크게 의존한 반면, 마오는 이오시프 스탈린 치하의 소련의 지지와 중국의 빈곤한 농촌 인구의 대중적 지지를 받았다. 공산당의 이념적 단결과 일본과의 게릴라전에서 얻은 경험은 국민당에 대항하는 인민 전쟁에 그들을 준비시켰다. 장제스의 군대는 미국으로부터 잘 무장되었지만, 효과적인 지도력, 정치적 단결, 그리고 군대 내에서 충분한 이념적 의지력이 부족했다.
국민당과 공산당 간의 분쟁은 1946년에 재개되었다. 만주에서 공산당이 승리하면서 전쟁의 흐름이 바뀌자, 장제스는 1948년 말에 타이완으로 이동해야 한다고 결론 내렸다. 1948년 말까지 그는 중국의 중요한 문화 유물과 금융 준비금을 타이완으로 선적하기 시작했다. 1948년부터 1949년까지 랴오선 전역, 핑진 전역, 화이하이 전역의 세 가지 결정적인 전역 이후 대부분의 북부 본토는 공산당의 손에 넘어갔다. 1949년 1월, 장제스는 국민당 지도자 자리에서 물러났고, 그의 부총통 리쭝런이 그 자리를 대신했다. 리쭝런과 마오는 평화 협상에 들어갔지만, 국민당 강경파들은 마오의 요구를 거부했다. 1949년 4월 중순에 리쭝런이 추가 지연을 요청하자, 이제 중국 인민해방군으로 불리는 홍군은 양쯔강을 건너 국민당 수도인 난징시와 주요 도시인 상하이시를 점령했고, 이어서 광저우시, 그리고 충칭시, 마지막으로 청두시를 점령했다. 마오는 10월 1일 베이징시에서 새로운 공화국의 수립을 선포했고, 장제스는 포르모사 섬(타이완)으로 도피했으며, 그곳에는 이미 약 30만 명의 병사들이 공중 수송되어 주둔하고 있었다.

## 군대 및 인력 재배치

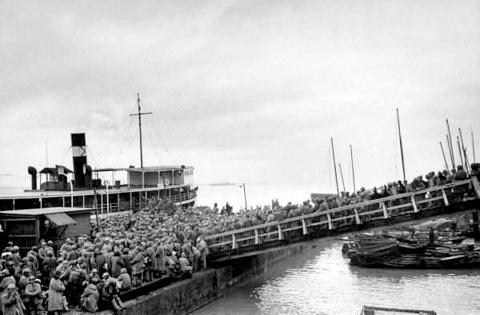
철수 중 배에 탑승하는 중화민국 육군 장병들

훗날 중국문화대학의 설립자가 되는 장치윈은 1948년에 타이완으로의 이전을 처음 제안했다. 1948년 8월부터 4개월 동안, 중화민국 지도자들은 중화민국 공군을 타이완으로 재배치하며 80회 이상의 비행과 3척의 선박을 이용했다. 천진창(Chen Chin-chang)은 그의 저서 "장중정 타이완 천이 기(蔣中正遷台記)"에서 1949년 8월부터 12월까지 타이완과 중국 본토를 오가는 비행기가 매일 평균 50~60대 운행하며 연료와 탄약을 운반했다고 기록했다.
장제스는 또한 국민당군의 함선 26척을 타이완으로 보냈다. 국민당군에 대한 공산당의 마지막 총공격은 1949년 4월 20일에 시작되어 여름이 끝날 때까지 계속되었다. 8월이 되자 인민해방군은 중국 본토 거의 전체를 장악했고, 국민당군은 타이완과 펑후 제도, 그리고 광둥성, 푸젠성, 저장성의 일부 지역 및 중국 서쪽의 몇몇 지역만을 지키고 있었다.
푸쓰녠 역사언어연구소장은 학자들을 타이완으로 피신시키고 도서와 문서를 가져오는 일을 주도했다. 중앙연구원, 국립고궁박물원, 국립 칭화 대학, 국립 자오퉁 대학, 쑤저우 대학, 푸런 대학 및 성 이그나티우스 고등학교와 같은 기관 및 대학들이 타이완에 재설립되었다.
총체적으로, 현재 추정에 따르면 1945년부터 1955년 사이에 중국 본토에서 타이완으로 약 90만에서 110만 명의 인구 이동이 있었던 것으로 보인다. 일본 통치 말기 당시 섬의 인구는 약 650만 명으로 추정된다(중화민국의 인구 참조). 이들 중 약 50만 명의 일본인 인구는 1946년까지 대부분 본국으로 송환되었다. 이민자 수는 확실히 알려져 있지 않은데, 일본 통치 전이나 통치 기간 중 정확한 인구 조사가 이루어지지 않았기 때문이다. 1956년 인구 조사는 본토 출신 민간 이민자를 64만 명으로 집계했다. 당시 군대의 규모는 기밀이었다. 훨씬 나중에 발견된 대만 문서에는 병사 수가 58만 명으로 기록되어 있다. 그러나 당시 미국의 정보 기관은 그 숫자를 45만 명으로만 보았다. 또한, 일부 군인들은 1956년 이전에 전역했기 때문에(또는 다른 이유로) 두 수치 모두에 포함되기도 하고, 다른 일부는 현지에서 징집되어 이민자가 아니었다. 이러한 고려사항들은 학자들이 위의 추정치를 내리게 했다. 이전 출판물에서는 최대 200만 또는 300만 명의 이민자라는 상위 추정치가 흔히 발견된다는 점에 유의한다. 비슷한 규모의 이민이 당시 홍콩에서도 발생했다.

## 유동 자산과 유물

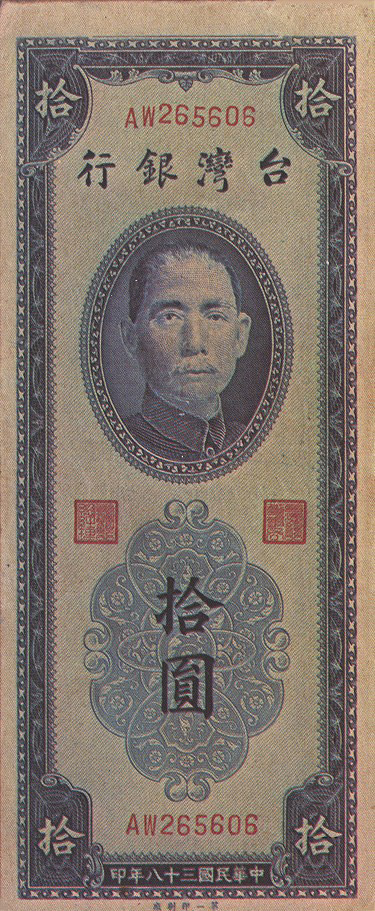
1949년 처음 발행된 신 대만 달러

패배한 국민당이 타이완으로 도피하면서, 그들은 금, 은, 그리고 국가의 달러 준비금을 포함한 유동 자산을 중국에서 빼냈다.
장제스의 중국에서 금을 가져오는 임무는 극비리에 진행되었는데, 우싱융에 따르면 전체 임무는 장제스 자신이 직접 운영했다. 장제스와 국민당 정부의 군사 재정을 담당했던 우싱융의 아버지만이 타이완으로의 금 지출 및 이동에 대해 알고 있었고, 장제스의 거의 모든 명령은 구두로 내려졌다. 우싱융은 재정부장관조차 최종 지출과 이체에 대한 권한이 없었다고 밝혔다. 서면 기록은 장제스에 의해 타이베이 총통부에서 최고 군사 기밀로 보관되었으며, 그의 1975년 4월 사망 후 40년이 지나서야 기밀 해제된 기록이 대중에게 공개되었다. 타이완으로 가져온 금이 대만 경제와 정부의 토대를 마련하는 데 사용되었다는 것이 널리 알려진 사실이다. 일부는 장제스의 금 운반 작전 6개월 후, 구 타이완 달러를 4만 대 1의 비율로 대체하는 신 대만 달러가 발행되었다고 믿는다. 80만 냥의 금이 1945년 이후 초인플레이션으로 고통받던 경제를 안정시키는 데 사용되었다고 믿어진다. 그러나 이러한 믿음은 잘못된 것으로 판명되었다. 장제스의 오랜 전속부관이었던 저우훙타오(Zhou Hong-tao)의 회고록에 따르면, 타이완으로 가져온 금은 매우 빠르게 소진되어 2년도 채 되지 않아 80%가 군 자금과 군수품으로 이미 소진되었다.

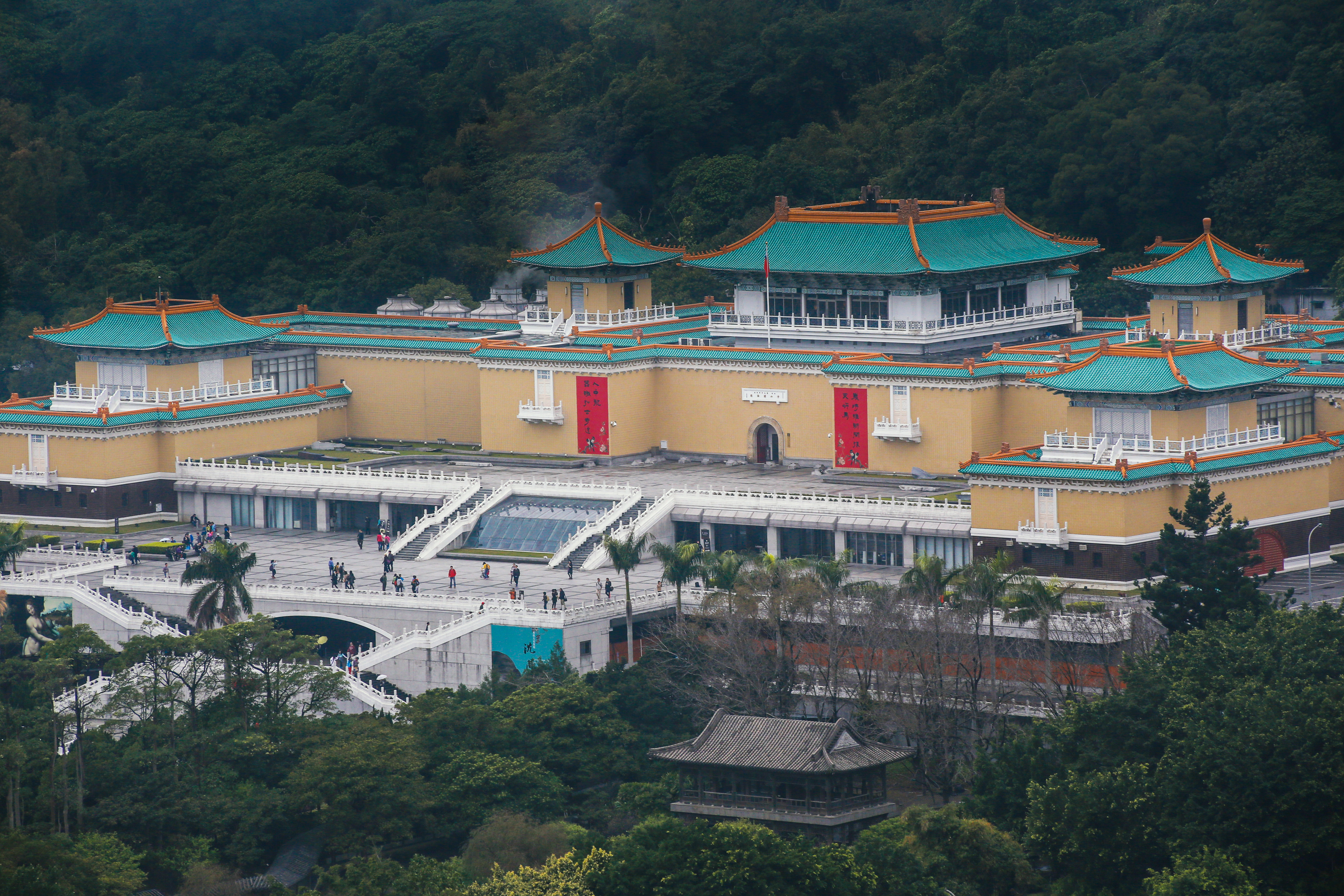
타이베이 국립고궁박물원

국민당은 또한 타이베이 국립고궁박물원에 보관되어 있던 유물들도 가지고 철수했다. 국립고궁박물원은 1948년 중국이 내전 중일 때, 주자화 집행관과 다른 사람들(왕스제, 푸쓰녠, 쉬훙바오(중국어: 徐洪宝), 리지, 한리우)이 유물의 안전을 위해 걸작들을 타이완으로 선적하는 것에 대해 논의했다고 주장한다. 허난 박물관과 같은 다른 기관들도 전쟁 중에 문화 유물 컬렉션을 타이완으로 대피시켰다.
이 계획은 불충분한 선실 공간과 타이완으로의 유물 이전에 대한 의견 불일치로 인해 완전히 실행되거나 완료되지 못했다. 일부 역사학자들은 타이완이 여전히 중국 주권 영토의 일부이므로 이전은 문제가 되지 않는다고 믿는다.

## 중화민국군의 즉각적인 행동
국민당군은 산업 시설을 파괴하려 했지만, 노동자들은 많은 곳에서 이를 저지할 수 있었다.
타이완에서 장제스의 공군은 본토 도시인 상하이와 난징을 폭격하려 했지만 효과는 없었다. 장제스의 지상군은 본토로 돌아가는 것을 목표로 했지만 장기적인 성공은 거두지 못했다. 공산군은 하이난섬과 타이완을 제외한 중국 전체를 통제하게 되었다.
전반적으로 내전은 중국인에게 엄청난 영향을 미쳤다. 역사학자 조나단 펜비는 "국공 내전 중 초인플레이션은 매일의 삶을 망치고 수천만 명을 파산시켰으며, 이는 빈약한 세금 기반, 증가된 군비 지출, 그리고 광범위한 부패로 인해 더욱 악화되었다"고 주장한다.

## 중국 본토 재탈환 계획
원래 중화민국은 중화인민공화국으로부터 본토를 재정복할 계획이었다. 타이완으로 퇴각한 후, 장제스는 다른 국민당 지도자들과 함께 섬에 독재 체제를 수립하고 본토 침공 계획을 세우기 시작했다. 장제스는 이를 위해 국광 작전 또는 구오광 계획(중국어 정체자: 國光計劃, 병음: Gúoguāng Jìhuà, 직역: National glory plan/project)이라는 극비 계획을 구상했다. 장제스의 계획된 공세는 지상 침공과 적진 후방에서의 특수작전을 포함한 26개의 작전으로 구성되었다. 그는 아들 장징궈에게 푸젠성과 광둥성에 대한 공습 계획을 작성하도록 요청했는데, 이 지역은 많은 중화민국 병사와 타이완 인구의 출신지였다. 만약 실행되었다면, 이는 역사상 가장 큰 해상 침공이 되었을 것이다.

### 국광 작전의 배경

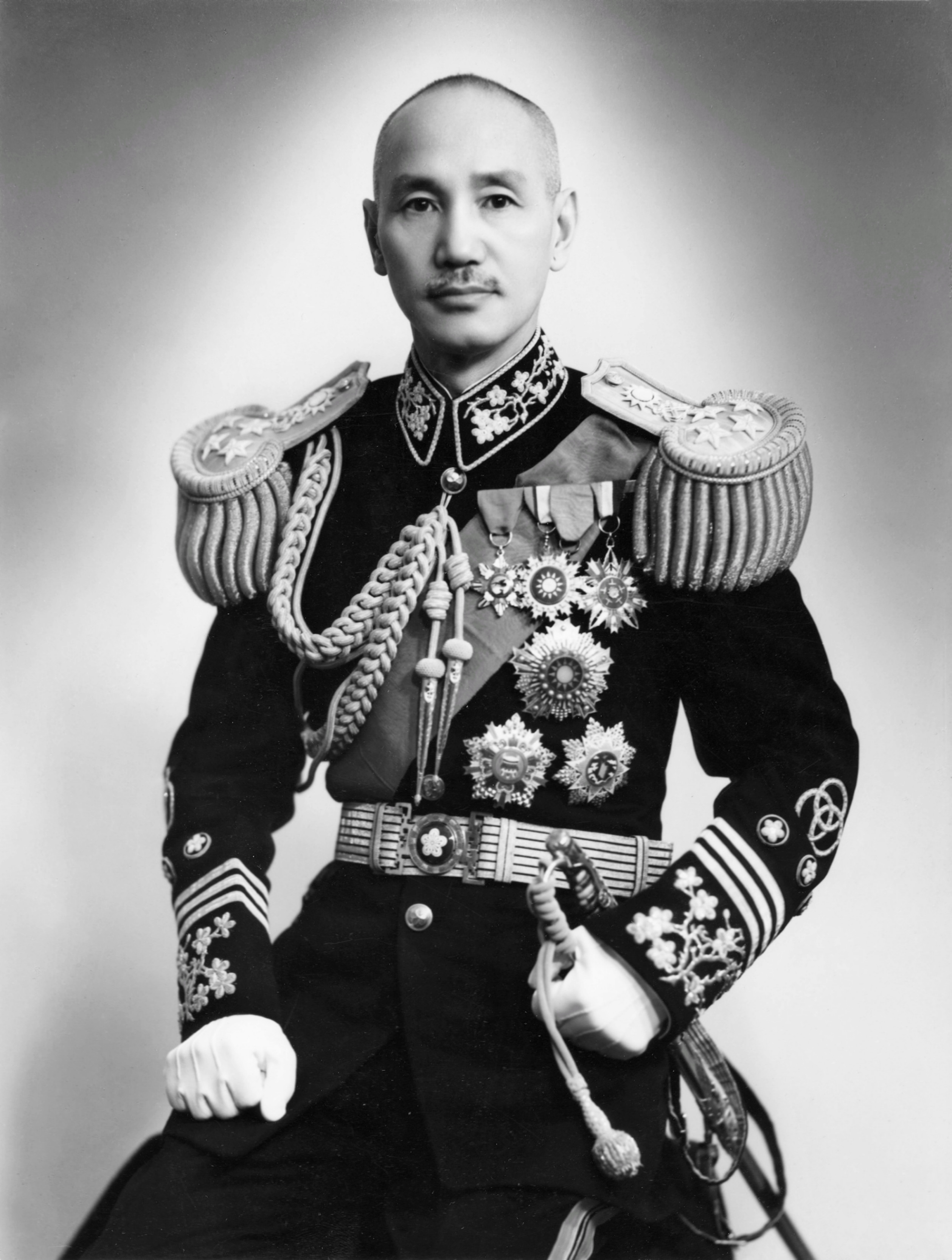
중국을 잃은 남자, 장제스 (1952년)

1960년대는 중국 본토에서 "대약진 운동"이 파국적인 기근과 수백만 명의 사망을 초래했으며, 중화인민공화국의 핵무기 개발 가능성에 대한 진전도 있었다. 따라서 장제스는 위기 기회를 포착하여 중국 대륙을 되찾기 위한 공격을 시작하려 했다.
이때 미국은 베트남 전쟁을 치르고 있었다. 국광 작전이 성공하려면 장제스는 미국의 군사적 지원이 필요하다는 것을 알았다. 그래서 그는 잃어버린 영토를 되찾는 데 도움이 되는 미국의 지원을 받는 대가로 미국이 베트남 전쟁에 참전하는 것을 돕겠다고 제안했다. 미국은 장제스의 제안을 반대하고 거부했다. 그러나 이것은 그를 막지 못했다. 오히려 장제스는 준비를 계속하며 잃어버린 영토를 되찾기 위한 계획을 더욱 추진했다.
1965년에 장제스의 공격 계획이 완료되었다. 정부 기록에 따르면, 그의 장군들과 제독들은 가능한 배치 날짜를 계획했고, 병사들과 야전 장교들은 전투 준비를 했다.

### 연표
1961년 4월 1일: 이 해에 국광 작전이 시작되었다. 이 사무실은 중화민국 국군과 중화민국 국방부가 함께 신베이시의 싼샤구에 건설했다. 육군 중장 주위안충(Zhu Yuancong)이 총독직을 맡아 중국 본토의 상실된 영토를 회복하기 위한 신중한 작전 계획을 수립하는 프로젝트를 공식적으로 시작했다. 동시에 주관 계획이 수립되어 군 관계자들이 미국 군대와 동맹을 맺어 중국 본토를 공격할 가능성을 모색하기 시작했다.
1964년 4월: 이 해에 장제스는 츠후 호수(중국어 정체자: 慈湖)에 일련의 방공호와 5개의 군사 사무실을 마련했는데, 이곳은 비밀 지휘 본부로 사용되었다. 국광 작전 수립 후, 적 전방 지역, 후방 특수전, 기습 공격, 반격 이용, 폭정 반대 지원 등 여러 하위 계획이 수립되었다.
그러나 미군과 미국 국방부, 그리고 미국 국무부는 국광 작전에 강력히 반대했다. 국민당의 중국 본토 재탈환 계획을 거부했다. 따라서 매주 미군은 중화민국이 사용하는 중화민국 해군육전대 수륙양용 상륙정의 재고를 확인하고, 미군 군사 고문단원들에게 국광 작전 캠프 상공을 비행하여 정찰 임무를 수행하도록 명령했다. 이러한 비행은 장제스를 격노하게 했다.
1965년 6월 17일: 장제스는 중화민국 육군군관학교를 방문하여 모든 중급 및 고위 장교들과 회합하여 반격을 계획하고 실행했다.
1965년 6월 24일: 쭤잉구 근처 타이완 남부의 주요 해군 기지에 대한 공산당 공격을 위장한 훈련 중 거친 파도로 5척의 상륙정이 전복되어 최소 10명의 병사가 사망했다. 이 사고로 발생한 사망자는 국광 작전에서 처음이자 마지막이 아니었다.
1965년 8월 6일: 중국 인민해방군 해군 어뢰정이 특수부대를 본토 동부 해안의 둥산섬 부근으로 수송하여 정보 수집 작전을 수행하려던 장장함이 쓰나미 1호 임무를 수행하던 중, 어뢰정의 기습 공격을 받아 200명의 병사가 익사했다.
1965년 11월: 장제스는 중화민국 해군 소속 산하이(Shan Hai)함과 린화이(Lin Huai)함 두 척을 마궁시와 우추향 등 타이완 연안의 섬들에서 부상당한 병사들을 태우도록 명령했다. 이 함선들은 12척의 중화인민공화국 함선에 의해 공격을 받았고, 린화이함은 침몰했으며, 약 90명의 병사와 선원들이 사망했다. 마궁 해전에서 발생한 엄청난 인명 손실에 놀란 장제스는 국광 작전에 대한 모든 희망을 포기했다.
1971년 8월부터 1973년 6월까지 몇 차례의 실패한 위장 침공 끝에 본토 상륙 작전이 시작되었는데, 1973년 녜룽전이 베이징에서 집권하게 된 쿠데타는 장제스에게 모든 추가적인 위장 공격을 중단하고 완전한 상륙 작전을 개시하도록 몰아갔다. 그러나 당시 육군 대령이자 계획 과정에 참여했던 황즈중(Huang Chih-Chung) 장군에 따르면, 장제스는 중국을 탈환하려는 열망을 결코 완전히 포기하지 않았다. "심지어 그가 사망했을 때(1975년)도 그는 국제 정세가 바뀌고 공산주의자들이 언젠가 제거되기를 여전히 바라고 있었다."

### 실패와 근대화로의 전환
장제스의 국광 작전의 실패는 중국과 타이완 역사의 흐름을 바꾸었고, 양안 관계를 영원히 변화시켰다. 예를 들어, 타이베이에 기반을 둔 첨단 정책 연구 위원회에서 타이완-본토 중국 관계를 전문으로 하는 정치학자 앤드류 양은 타이완이 "중국을 되찾을 준비 대신 타이완을 현대화하고 방어하는 데 초점을 맞추었다"고 말했다. 장제스의 아들이자 나중에 총통이 된 장징궈는 본토와 타이완 간의 평화를 유지하는 데 집중했다. 오늘날 타이완과 중국 간의 정치적 관계는 변화했다. 황 장군이 말했듯이, "평화롭게 발전하기를 바랍니다... 전쟁은 필요 없습니다."

## 국민당 개혁

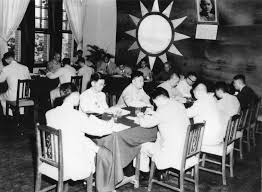
1950년 8월, 국민당은 당 개혁을 시작하기 위해 첫 중앙개혁위원회 회의를 개최했다. (1950년)

본토에서 축출된 후, 장제스와 다른 국민당 지도자들은 당을 개혁해야 한다는 것을 깨달았다.

중국국민당의 당기와 휘장; 청천백일을 바탕으로 하며, 이는 중화민국의 국기에도 나타난다.

초기에 당은 공립학교를 동화와 국가 건설의 필수적인 도구로 보았다. 따라서 원치 않는 경쟁으로 여겨지던 사립학교는 억압되었다. 그러나 섬의 교육 수요가 정부 자원을 초과하기 시작하자 당은 접근 방식을 재평가했다. 1954년부터 사립학교는 용인될 뿐만 아니라 국가 자금 지원도 받게 되었다. 동시에 당의 충성파가 학교 이사회에 배치되도록 하고 교과 과정의 정치적 내용을 통제하는 엄격한 법률을 통과시키는 등 사립학교의 순종을 확보하기 위한 조치들이 취해졌다.

## 합법성
일반적으로 확립된 견해는 국민당이 1945년에(일본 항복 이후) 타이완에 대한 영토 주권을 합법적으로 획득했다는 것이지만, 일부는 이러한 견해에 반대한다.
1955년 기사에 따르면, "장제스는 그곳에 '단순히 군대를 주둔시킨 도피자'일 뿐이며, 게다가 그의 정부는 망명정부이기 때문에 섬에 대한 어떠한 권리도 없다"고 비난받았다. 또한 1951년 9월 8일 48개국이 공식적으로 서명한 샌프란시스코 강화조약은 일본이 타이완과 펑후를 누구에게 할양하는지 명시하지 않았다. 그럼에도 불구하고, 당시 대다수의 국가들은 중화민국을 청나라의 후계국으로 보았기 때문에 중국의 합법적인 대표로 간주되었으며, 중화인민공화국은 당시 대부분 인정받지 못하는 국가였다. 샌프란시스코 강화조약 서명 당시 일본은 여전히 기술적으로 미국 점령 하에 있었다. 완전한 독립 후, 일본은 중화인민공화국이 아닌 중화민국과 완전한 관계를 수립했다.
지인 하오(Gene Hsiao) 교수에 따르면, "샌프란시스코 평화 조약과 국민당과 일본 간의 별도 조약이 일본이 타이완과 펑후를 누구에게 할양하는지 명시하지 않았기 때문에, 미국의 입장은 법적으로, 그리고 그 두 조약의 서명국에 관한 한, 타이완이 '주인 없는' 섬이 되었고, 국민당은 미국의 정책에 스스로 동의함으로써 외국 망명정부가 되었다는 것을 의미했다."

## 여파
그러한 계획이 실현될 수 없다는 것이 명백해지자, 중화민국의 국가적 초점은 타이완의 근대화와 경제발전으로 옮겨졌다. 본토에 대한 반격 계획이 중단된 후, 국민당은 장징궈의 지도 아래 현지화 과정을 시작했다. 중화민국은 현재까지도 현재 중국 공산당이 통치하는 본토 중국에 대해 공식적으로 배타적 주권을 주장하고 있다 (중화민국과 중화인민공화국 모두 일본이 관할하는 댜오위/센카쿠 제도 또한 주장한다). 그러나 1990년대 타이완의 민주화 이후, 리덩후이 총통은 중화민국의 주권이 타이완으로만 확장된다고 주장했다. 2004년부터 중화민국은 공식적으로 중국 본토와 관련된 지도 및 행정 구역 코드를 사용하지 않으며, 현재 발행되는 "타이완 전체 지도"에는 대만 지구만 포함되어 있다.

## 같이 보기
- 국공 내전 개요
- 국공 내전 연표
- 시안 사건
- 옌시산
- 장징궈
- 리덩후이
- 대만의 보수주의
- 우싱융
- 두 개의 중국
- 중화인민공화국과 유엔
- 유엔 총회 결의 제2758호
- 중화인민공화국의 건국 선포
- 대만 독립운동
- 중국국민당
- 국공 내전
- 중화민국
- 중화민국의 대외 관계
- 중화인민공화국
- 중국공산당
- 하나의 중국
- 두 개의 중국
- 양안 관계

## 추가 문헌
- Wu, Sing-yung (2021). 《父親的黃金秘密》 [아버지의 금 비밀]. Outskirts Press. ISBN 978-1-9772-4386-7.
- Westad, Odd Arne. Restless empire: China and the world since 1750 (2012) 온라인 무료 대출